# Mauretania (prowincja rzymska)

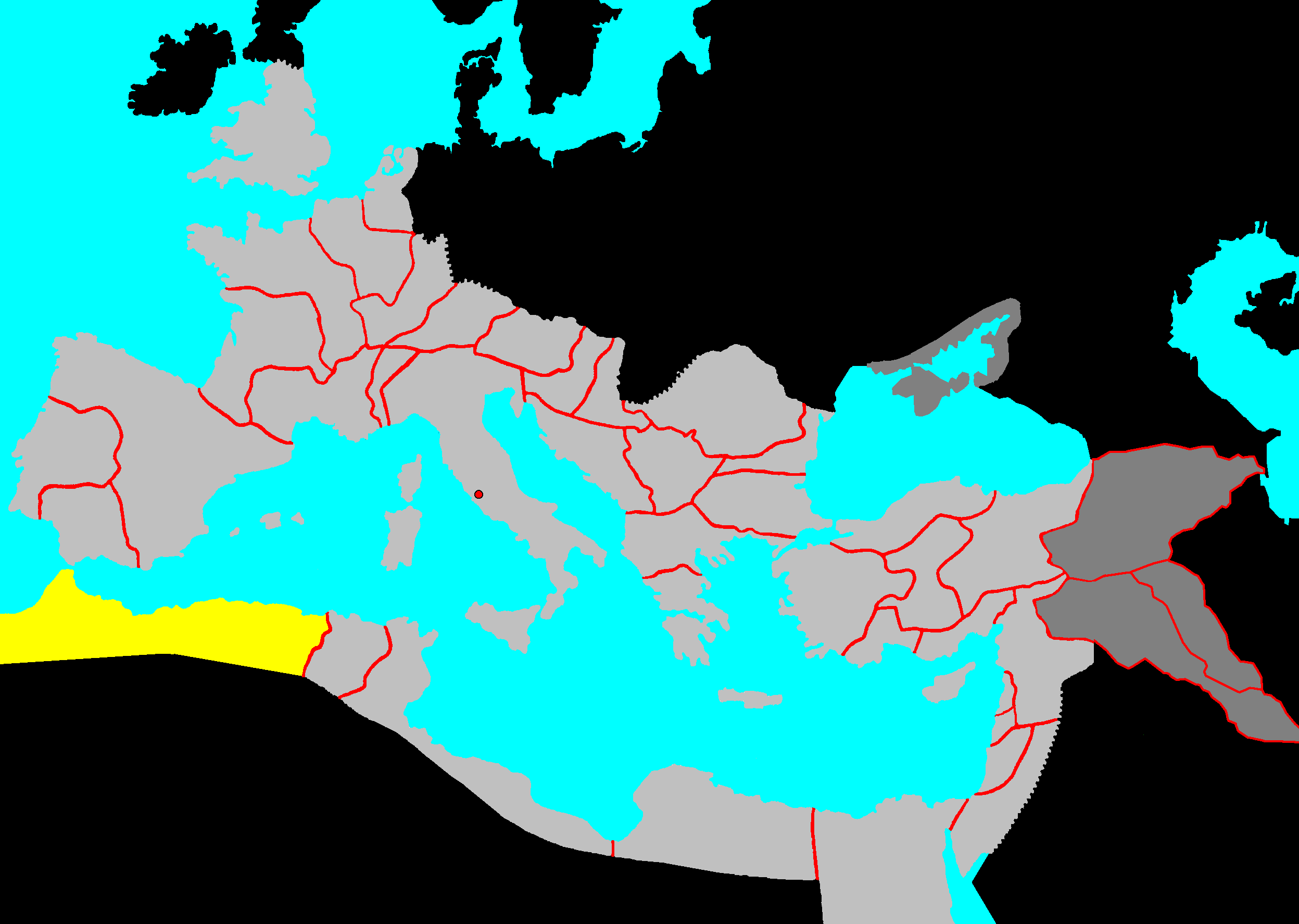
Prowincja rzymska Mauretania

Mauretania – prowincja rzymska na terenie dzisiejszego północnego Maroka i północnej Algierii. 
W 42 roku n.e. cesarz Klaudiusz podzielił Mauretanię na dwie prowincje – Mauretanię Tingitana (głównie na terenach północnego Maroka z głównymi ośrodkami administracyjnymi w Tingis i Volubilis) oraz Mauretanię Caesariensis ze stolicą w Cezarei.